# Bernartice (okres Benešov)
Bernartice (Duits: Bernartitz of Bernartitz bei Unterkralowitz) is een Tsjechische gemeente in de regio Midden-Bohemen en maakt deel uit van het district Benešov.
Bernartice telt 223 inwoners (2025).

## Geografie

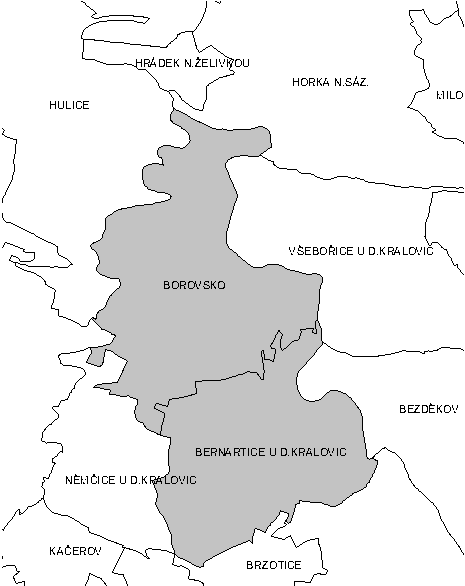
Kadastrale indeling

Ten noorden van het dorp ligt natuurgebied Hadce u Želivky.
De gemeente Bernartice bestaat uit de volgende plaatsen:
- Bernartice;
- Borovsko.

## Geschiedenis
De eerste schriftelijke vermelding van het dorp dateert van 1375.
Sinds 1960 is Bernartice ingedeeld bij het district Benešov. Van 1 januari 1980 tot 30 juni 1990 maakte het dorp deel uit van de gemeente Loket. Op 1 juli 1990 werd Bernartice opnieuw een zelfstandige gemeente.

## Demografie
| Jaar            | 1869 | 1880 | 1890 | 1900 | 1910 | 1921 | 1930 | 1950 | 1961 | 1970 | 1980 | 1991 | 2001 | 2011 | 2021 | 2024 |
| --------------- | ---- | ---- | ---- | ---- | ---- | ---- | ---- | ---- | ---- | ---- | ---- | ---- | ---- | ---- | ---- | ---- |
| Aantal inwoners | 634  | 671  | 693  | 630  | 624  | 604  | 573  | 450  | 416  | 326  | 271  | 246  | 228  | 212  | 225  | 230  |
| Aantal huizen   | 83   | 87   | 89   | 91   | 97   | 99   | 113  | 126  | 105  | 93   | 78   | 91   | 93   | 97   | 111  | 111  |

## Verkeer en vervoer

### Autowegen
Snelweg D1 loopt door de gemeente. De dichtstbijzijnde afrit is 66 (Loket).
De volgende regionale wegen lopen door of langs de gemeente:
- II/150 Čechtice - Ledeč nad Sázavou
- III/11217 Němčice - Bernartice
- III/11219 Bernartice - Borovsko
- III/13020 Brzotice - Bernartice

### Spoorlijnen
Er is geen spoorlijn of station in de gemeente. Het dichtstbijzijnde station is Ledeč nad Sázavou, op 10 km afstand.

### Buslijnen
Er zijn drie bushaltes in de gemeente:
| Halte               | Lijnen      | Trajecten                                                | Vervoerder   |
| ------------------- | ----------- | -------------------------------------------------------- | ------------ |
| Bernartice          | 844 845 846 | Vlašim - Snět Hořice - Zruč Ledeč nad Sázavou - Čechtice | ČSAD Benešov |
| Bernartice, Most    | 845 846     | Hořice - Zruč Ledeč nad Sázavou - Čechtice               | ČSAD Benešov |
| Bernartice, Rozchod | 845 846     | Hořice - Zruč Ledeč nad Sázavou - Čechtice               | ČSAD Benešov |

### Overig
Het hoofdkantoor van de regionale snelwegpolitie is gevestigd in Borovsko.

## Bezienswaardigheden
- Dorpskapel;
- Klokkentoren naast het kerkhof.

## Galerij

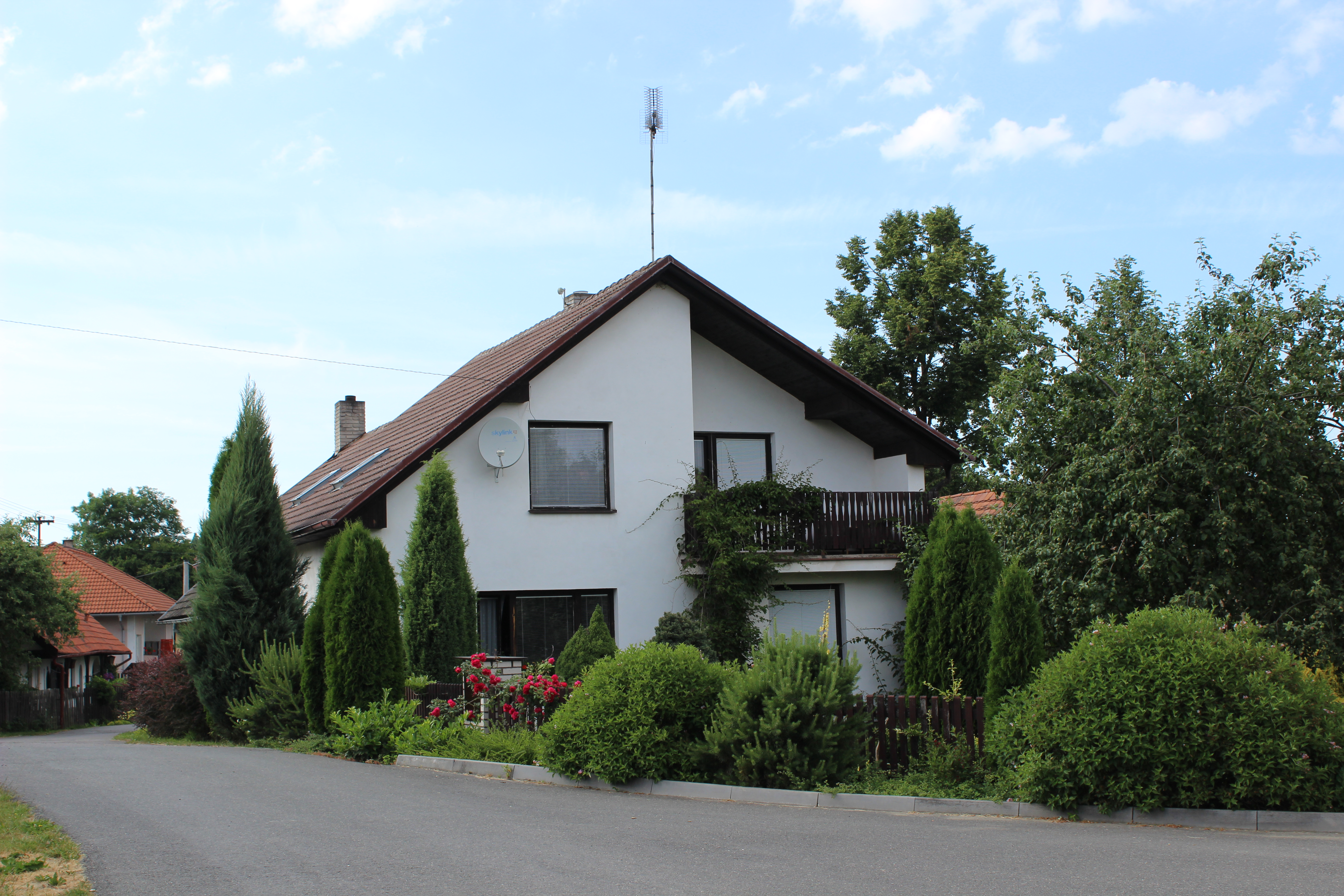
Huis in Bernartice (2014)
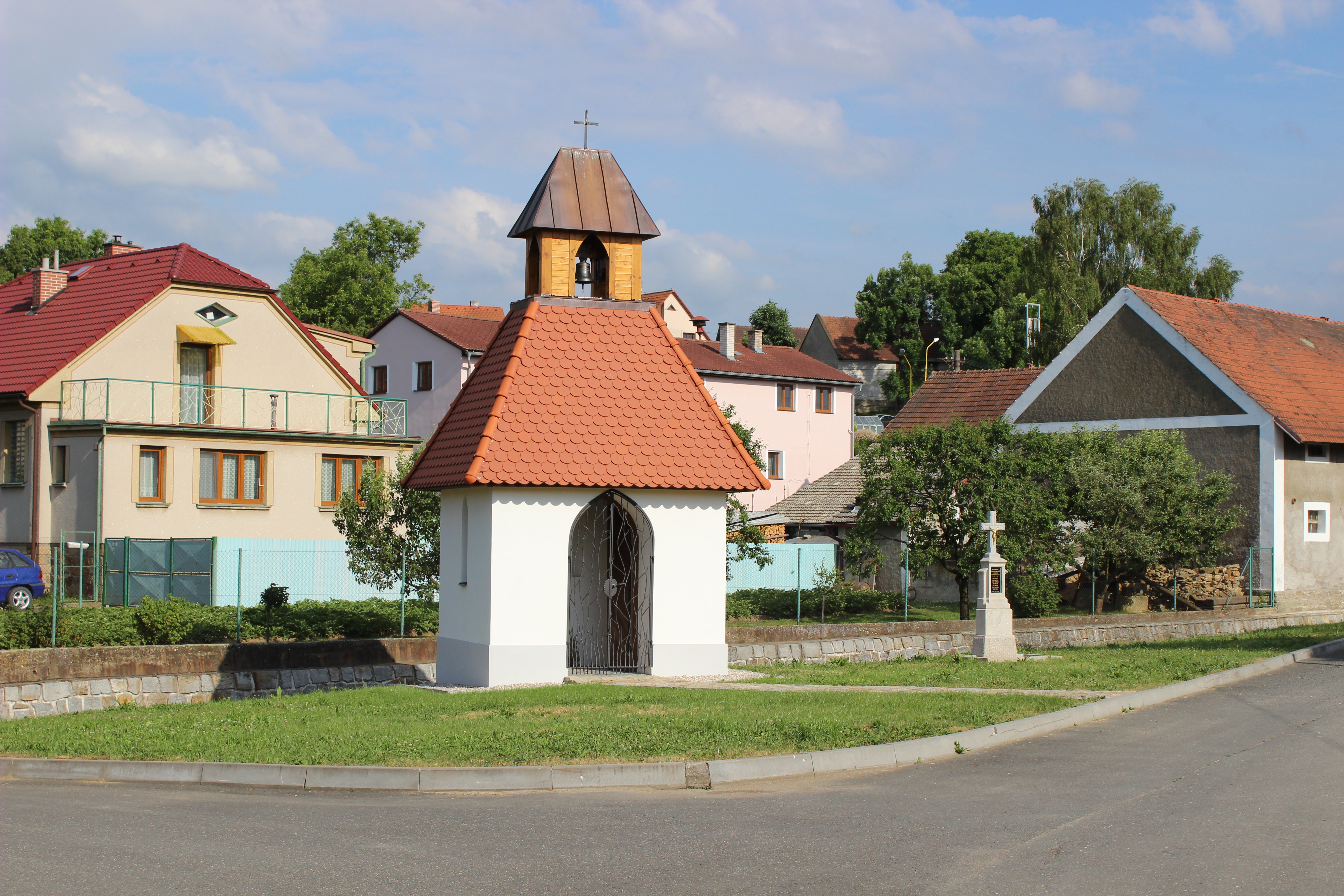
Dorpskapel (2014)
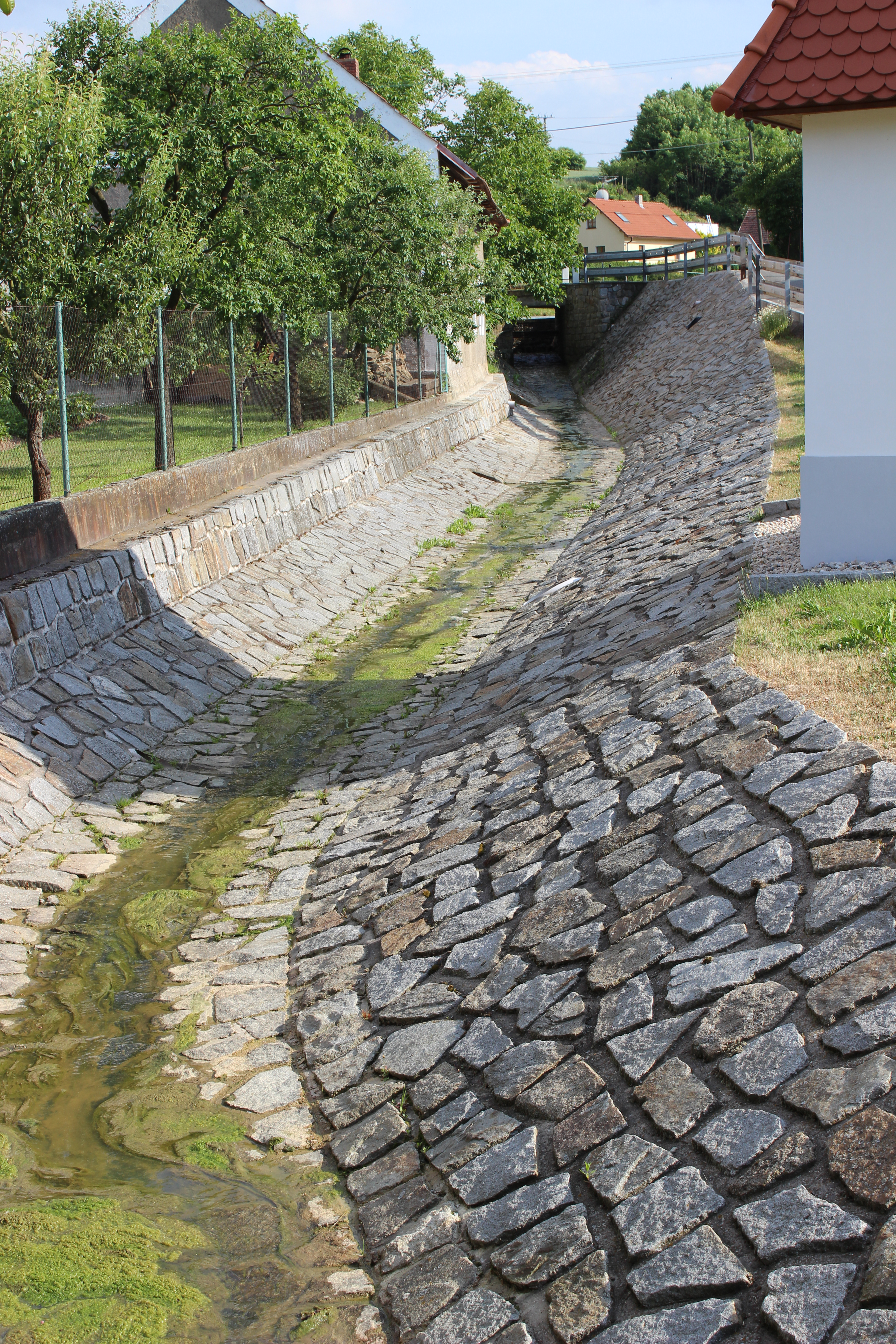
Bijna opgedroogde beek (2014)
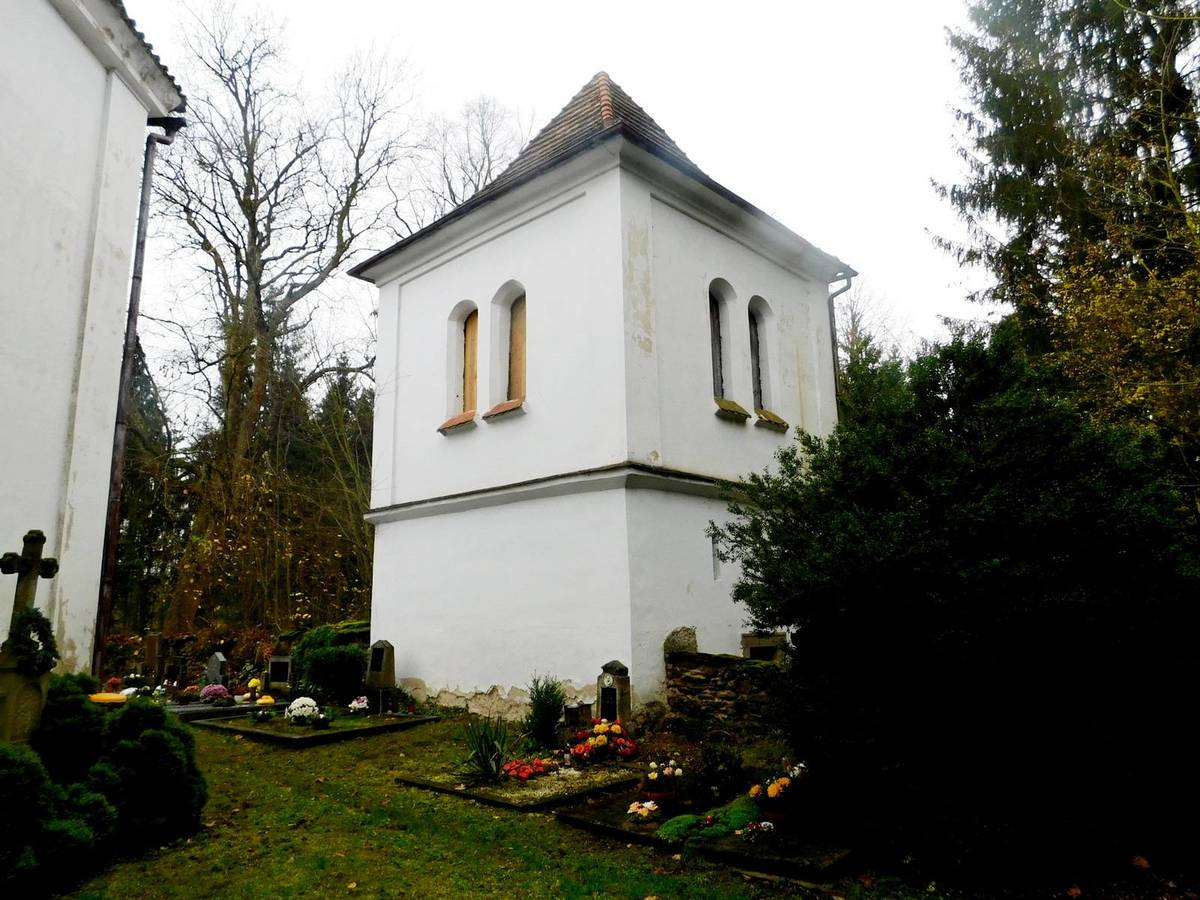
Klokkentoren naast het kerkhof (2021)